# Dolbadarn Castle
Dolbadarn Castle (kymriska: Castell Dolbadarn) är en medeltida borgruin i kommunen Gwynedd i norra Wales.
Dolbadarn Castle uppfördes av den walesiska prinsen Llywelyn den store i början av 1200-talet. Borgen ligger i Pass of Llanberis vid sjön Llyn Peris. Närmaste större samhälle är Bangor, 12 km norr om Dolbadarn Castle. 
Den engelska romantiske målaren William Turner avbildade ruinen 1799–1800 i ett verk som är utställt på National Library of Wales.

## Galleri
- Ritning: A=Södra tornet, B=Kärntorn, C=Västra tornet, D=Byggnad i öster, E=Hallbyggnad

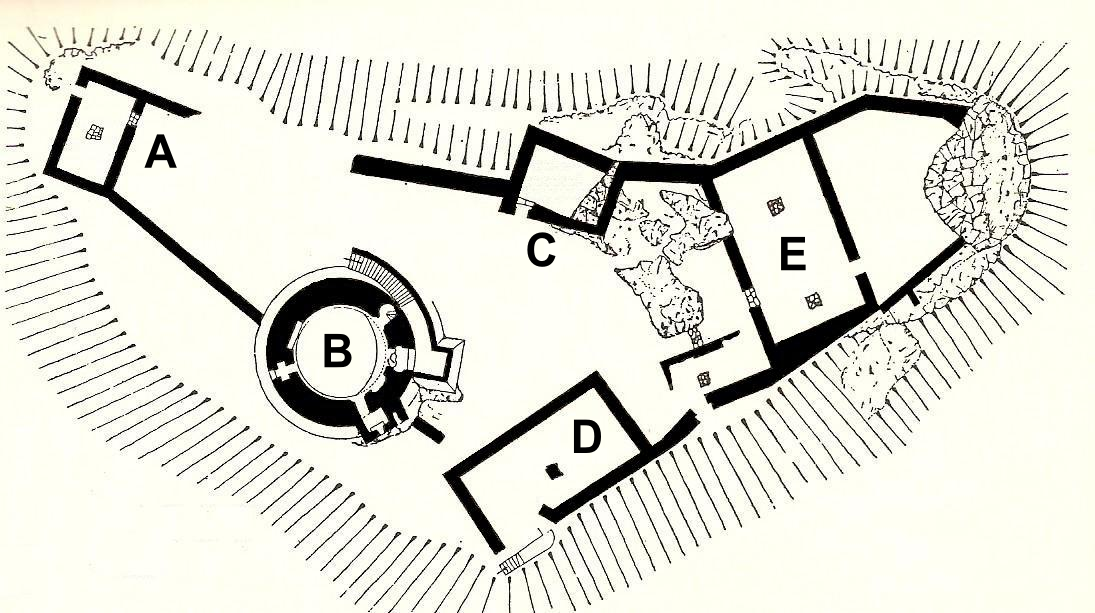
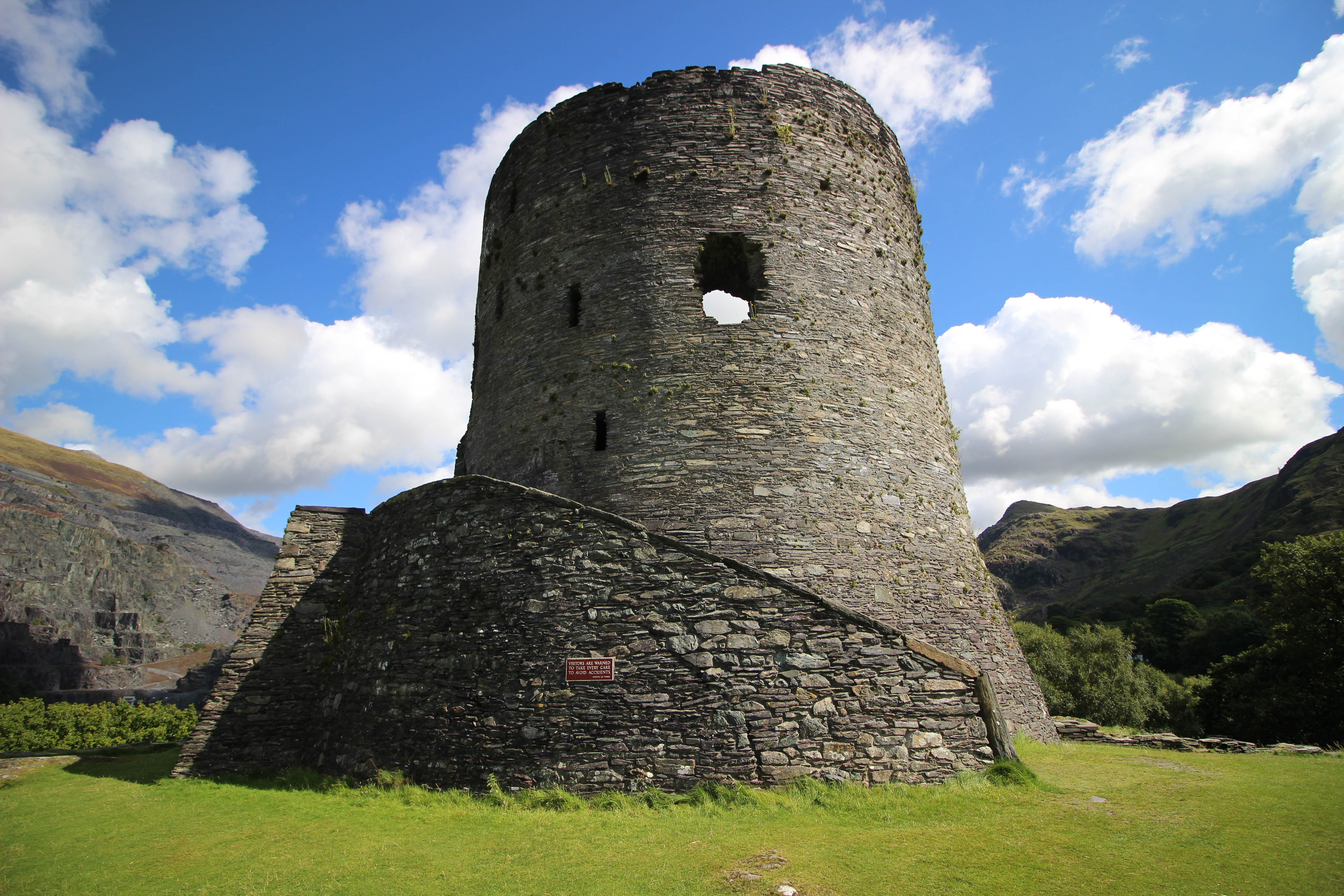
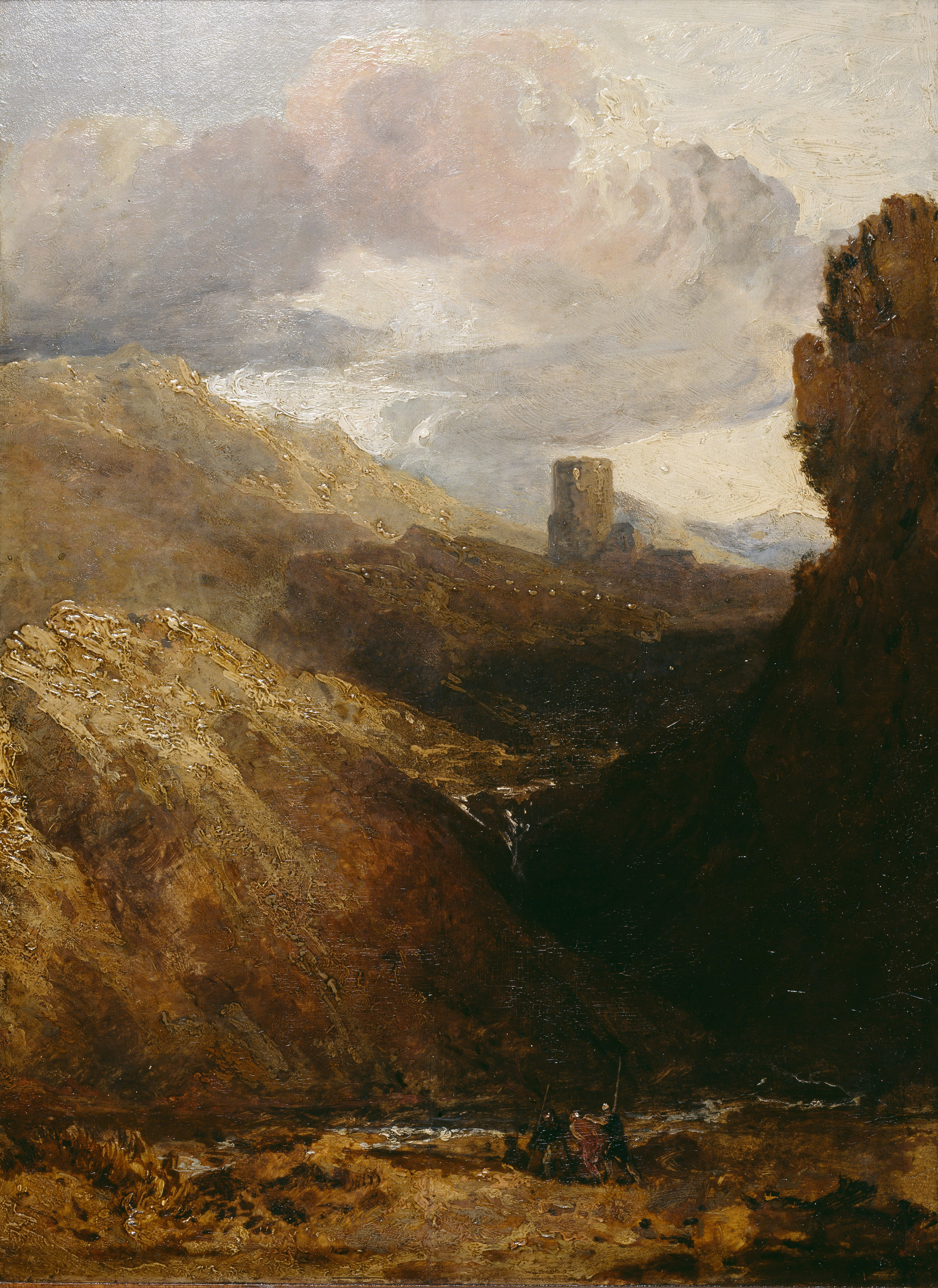
William Turners målning Dolbadarn Castle från 1799–1800.